# HTC Falcon
HTC Falcon（研發代號），是台灣宏達電公司所推出的智慧型手機。2003年9月於北美首度發表。已知客製版本Audiovox PPC-5050，UTStarcom PPC5050，Telecom New Zealand＆HTC Falcon。

## 技術規格
- 處理器：Intel XScale PXA250 400MHz
- 作業系統：Windows Mobile 2003 for Pocket PC Phone Edition
- 記憶體：ROM：32MB，RAM：64MB
- 尺寸：129.45 毫米 X 73.05 毫米 X 18.2 毫米
- 重量：201g（含電池）
- 螢幕：QVGA 解析度、3.5 吋 TFT-LCD 平面式觸控感應螢幕
- 網路：CDMA2000 1x RTT
- 電池：1500mAh充電式鋰或鋰聚合物電池

## 外部連結
- HTC（页面存档备份，存于）
- Qtek
- Dopod